# Cobstädt

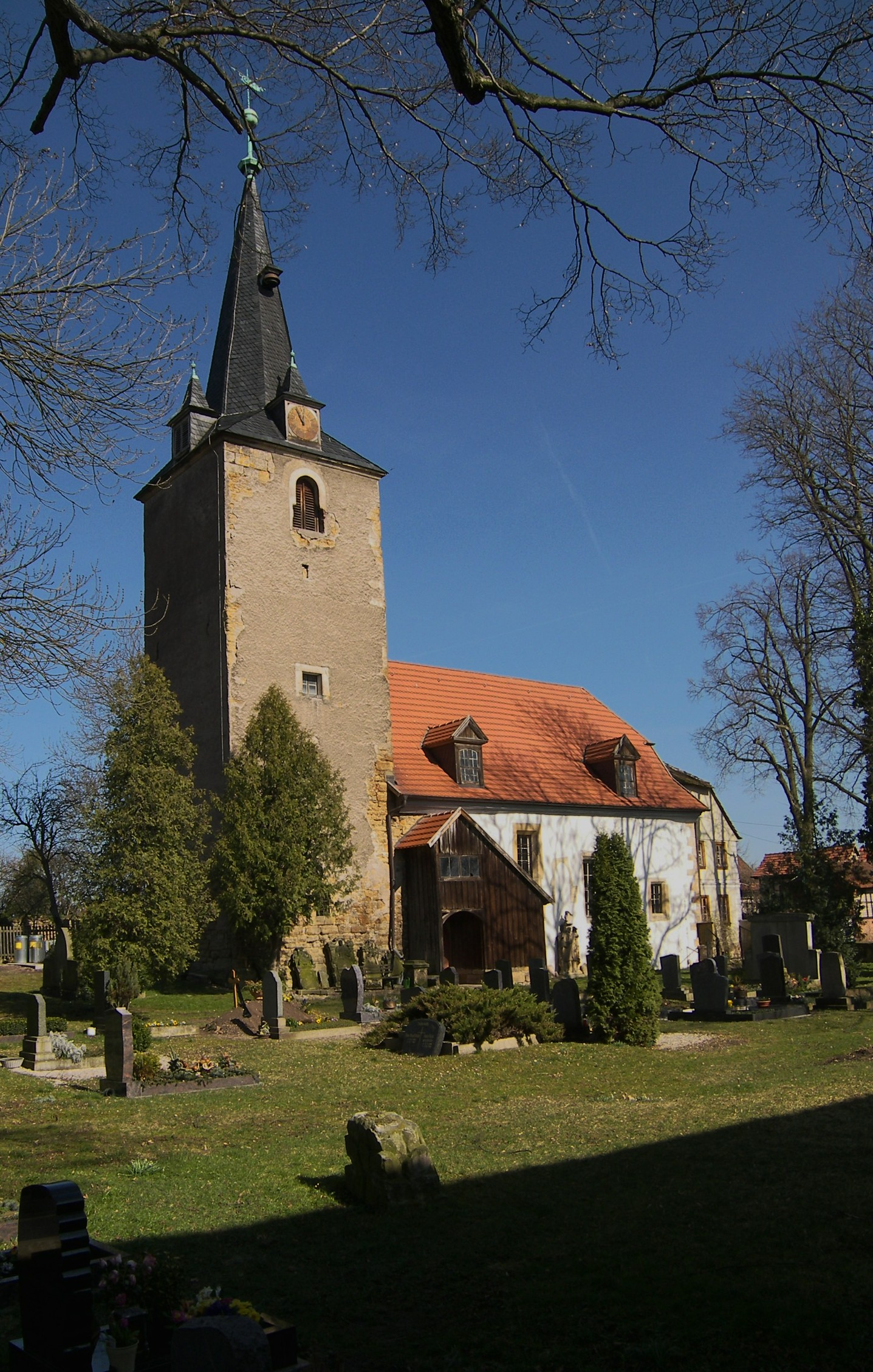
Südwestseite der Kirche

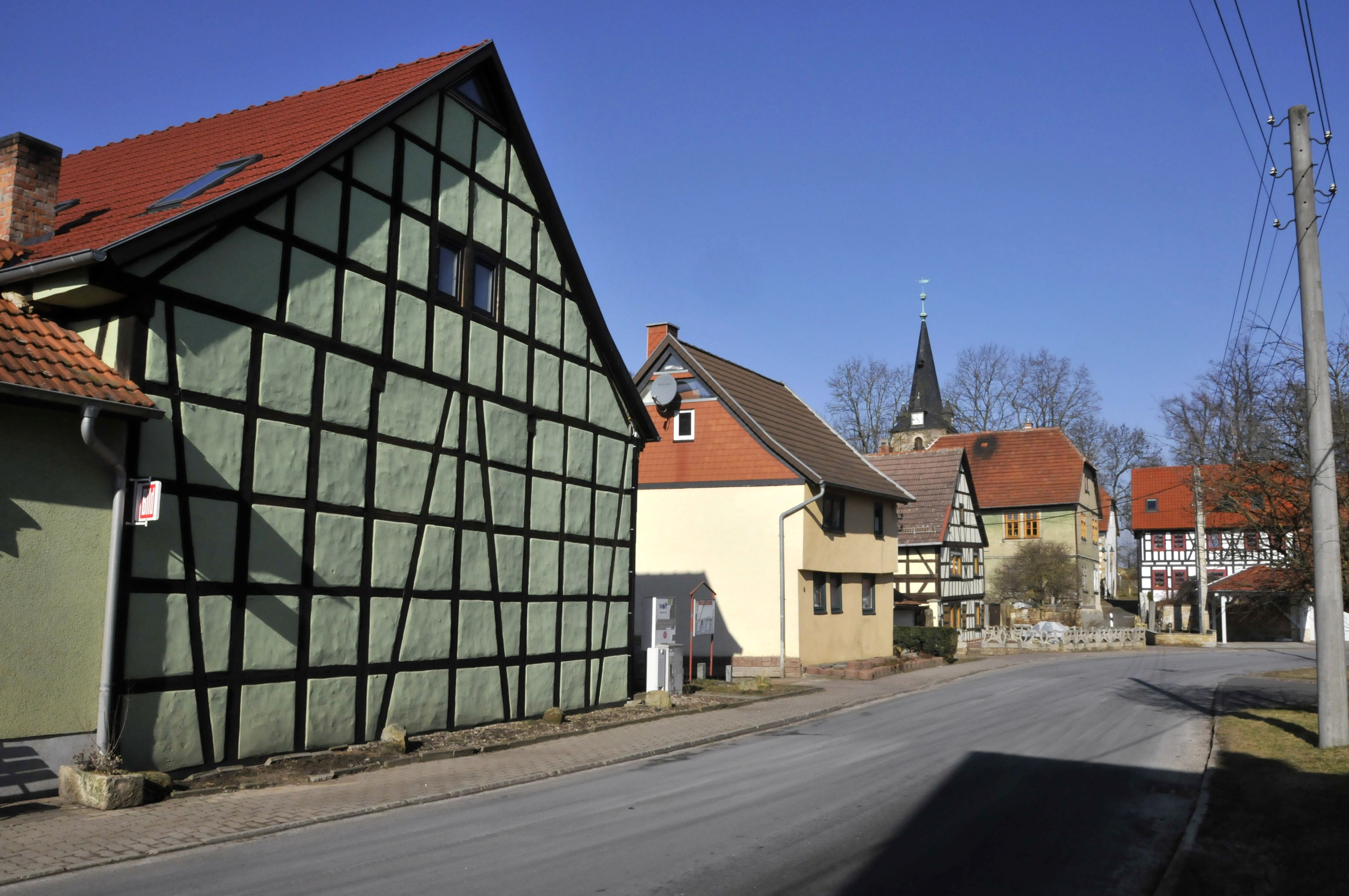
Schenkstraße

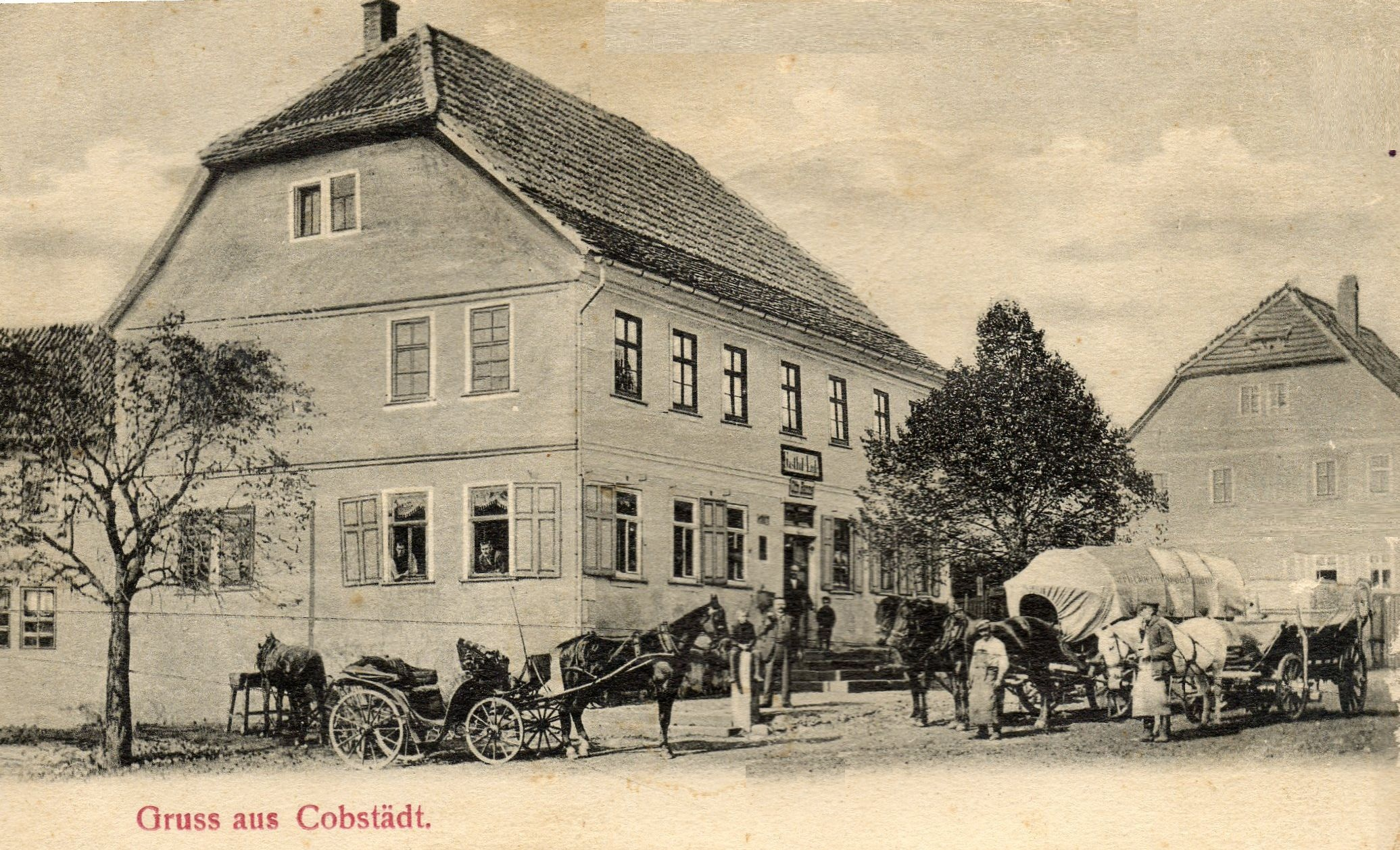
Gasthof um 1950

Cobstädt ist seit dem 1. Januar 2009 ein Ortsteil der Landgemeinde Drei Gleichen im thüringischen Landkreis Gotha.

## Geografie
Cobstädt liegt etwa 3 km nördlich des Flusses Apfelstädt, zwischen den Nachbarortsteilen Grabsleben und Wandersleben. Das Ortsgebiet grenzt im Westen an Seebergen, im Osten an Großrettbach. Durch den Ort fließt der Rettbach, der östlich von Kleinrettbach entspringt, durch Großrettbach fließt und in Cobstädt in die Rot mündet, die wiederum in Wandersleben in die Apfelstädt einfließt. Cobstädt ist über die Autobahnabfahrt Wandersleben der A 4 und über die Bundesstraße 7 Gotha–Erfurt verkehrstechnisch gut angebunden. Die höchste Erhebung im Gebiet des Dorfes ist der Galgenberg (292,9 m üNN), die tiefste Stelle mit 268 m liegt beim Übergang des Gewässers Rot in das Wanderslebener Gebiet, der Ortskern liegt in 275 m Höhe.

## Geschichte

### 12. bis 15. Jahrhundert
Die erste urkundliche Erwähnung des Ortes erfolgte 1199: Eigentümer des Dorfes waren die Herren von Cobinstete. Walther von Cobinstete wird 1199 als Zeuge in einer Ichtershäuser Urkunde genannt, Kunemund von Cobinstete in einer Urkunde der Grafen von Orlamünde, die dem Grafen Meinhardt von Mühlberg ein Tambuch genanntes Waldstück (Holz) verkauften.
Ulrich von Kobenstet, Soldat (Ulricus de Kobenstet, miles) vermachte dem Kloster Georgenthal im Jahre 1255 zwei Hufen zu Apfelstädt. Zwei Jahre später erscheint Ulrich in einem Ichtershäuser Kaufbrief. Die Brüder Ulrich und Heinrich von Cobenstet verkauften 1289 ihre Güter in Matstete (Mattstedt) und Zottenstete (Zottelstedt), die sie vom Landgrafen Albrecht zu Lehen hatten, dem Propst Heidenreich und dem Kloster Heusdorf (bei Apolda) für 60 Mark Freiberger Silbers. Landgraf Albrecht überließ im Jahre 1288 den Ertrag des Wegezolls von Friemar und Cobinstete dem Kloster Johannisthal.
Seit 1299 gewann das Kloster Georgenthal festen Fuß in Cobstädt, indem Ritter Eberhard von Molschleben dem Kloster 2 Hufen Cobstädter Bodens für 60 Pfund Erfurter Pfennige verkaufte; dann, von Gläubigern bedrängt, verkaufte er mit Bewilligung seiner Gattin Agnes, seines Sohnes Kunemund und seines Bruders Heinrich an das Kloster noch 4 Hufen und 6 Höfe für 120 Pfund Erfurter Pfennige. Gleich darauf verzichtet Agnes „frei und ungezwungen“ auf ihre Rechte an den verkauften Gütern. Als Zweifel wegen der Zinsen von den erworbenen Ländereien entstanden, erklärte Ritter Eberhard von Molschleben dem Abte Heinrich und Convente des Klosters Georgenthal, dass auch diese im Kauf mit inbegriffen seien. Endlich war Eberhard von Molschleben genöthigt, das ganze übrige Dorf dem Kloster für 240 Mark reinen Silbers zu verkaufen.  Das war die komplette Übernahme des Ortes im Jahr 1333. Dies wurde in mehreren Urkunden bestätigt.
Graf Hermann IV. von Gleichen be(ur)kundete am 27. März 1314, dass Henricus dictus de Cobinstete die Einkünfte von 44 Schilling Erfurter Pfennige […] dem Dekan und Kapitel von St. Marien in Erfurt verkauft hat.
Am 20. November 1330 schenkte der gleiche Hermann von Gleichen auf Bitten der Brüder Ulrich und Ludwig de Kobinstete […] dem Peterskloster zu Erfurt […] Einkünfte.
Am 26. September 1336 sind die Brüder Dietrich und Ludwig a Cobinstete Zeugen in einer Urkunde für das Kloster Georgenthal.

### 16. Jahrhundert bis zur Gegenwart
Nach der Auflösung des Klosters Georgenthal gehörte der Ort ab 1531 als Exklave zum Amt Georgenthal, welches seit 1640 zum Herzogtum Sachsen-Gotha gehörte. Der Dreißigjährige Krieg brachte große Not über das Dorf. 1640 waren von 44 Häusern noch 17 mit 10 Männern und 5 Witwen vorhanden, von 20 Pferden waren 17 verloren gegangen, Rindvieh und Schafe gab es nicht mehr. Vier Jahre später wurde das Dorf von kaiserlichen Truppen heimgesucht und völlig ausgeplündert.
Am 24. April 1716 fiel die Hälfte des Ortes einem verheerenden Brand zum Opfer. Am 18. August 1786 entstand durch einen Blitzeinschlag in eine Scheune ein Brand, der einen Schaden von 10'020 Mfl. verursachte. Zwischen 1816 und 1871 wuchs die Bewohnerzahl von 167 bis 219. Der Nachbarort Grabsleben war zu damaliger Zeit eine „Filiale“. In dieser Quelle von 1875 wird berichtet, dass Cobstädt zu den so genannten Freiwalddörfern gehörte. Das war das Recht zur Holzgewinnung („Holzgerechtigkeit“) in den Forsten von Georgenthal. Dort bekamen die Einwohner von Cobstädt freies Holz zum Brennen und Bauen gegen das übliche Hau- und Anweisegeld und Waldmiethe.
Am 10. Mai 1894 (Donnerstag vor Pfingsten) gegen 14 Uhr „stiegen die Flammen plötzlich empor. In einer Scheuer des Gehöftes von August Stichling war es ausgebrochen und es wurde erst bemerkt, als es bereits die benachbarte Scheune von August Giehsler ergriffen hatte. Als die ersten Männer auf dem Brandplatz ankamen, waren die beiden Scheunen schon zum großen Teil heruntergebrannt, die angrenzenden Stallungen ebenfalls bereits ergriffen.“
1694 wurde in Cobstädt ein Pfarrhaus erbaut, 1734 eine Schulwohnung. 1818 wurde das Pfarrhaus mit 1046 Rthrln. 10 Gr. 10 Pf. umgebaut. 1851 wurde eine Industrieschule, 1856 eine Fortbildungsschule errichtet.
Am 1. Juli 1950 wurde Cobstädt nach Grabsleben eingemeindet. Seit dem 1. Januar 2009 ist Cobstädt ein Ortsteil der Gemeinde Drei Gleichen.

## Flurnamen
Alte Flurnamen  haben sich bis heute erhalten:
- der Hopfgarten weist auf die ehemalige Berechtigung des Bierbrauens hin (Braugerechtigkeit). Es wird berichtet[2], dass Herzog Ernst der Fromme dem Dorf das Malz- und Braurecht verliehen hat, weil er dort einen Labtrunk verlangte, denselben aber nicht erhalten konnte.
- Am Pferderied: Erinnert an den ehemals blühenden Pferdehandel mit einer besonderen Thüringer Pferderasse
- Am Teichrand: Flurstück südöstlich der Kirche, heute beim Feuerwehrvereinsheim. Früher dehnte sich südlich der Kirche ein kleiner Teich aus.
- Die Worben: Wiesengebiet oberhalb des Dorfes in Richtung Grabsleben
- Am Röddelsbrunn (oder Röttelsbrunn, Redelsbrunn): Gebiet um eine kleine Quelle oberhalb der Worben
- Hinter dem Beil: Hier steht heute die neue Siedlung Am Biel
- In den Gosselswiesen: Wiesenstück zwischen der Straße nach Großrettbach und dem Rettbach
- Im Nassländchen: Wiesenstück an der Rot in Richtung Seebergen, Gossel = Gänse
- Galgenberg: Höchste Erhebung südlich des Ortes, grenzt an Wanderslebener Gebiet. In „Galetti: Geschichte und Beschreibung des Herzogthums Gotha, 1780“ wird der Galgenberg als Gerichtsstätte erwähnt, zu dem ein Fußsteig heraufführte.
- Diebssteig: Weg von der Rettbacher Straße zum Galgenberg
- Pfaffenstieg: Weg nördlich der Kirche in Westrichtung nach Tüttleben. Auf diesem Weg gingen die Pfaffen nach Tüttleben zum Mönchhof.

## Sehenswürdigkeiten
- Kirche: Eng mit der Geschichte des Dorfes ist die seiner Kirche verbunden. (→ Hauptartikel Martin-Luther-Kirche (Cobstädt))
- Siehe auch Liste der Kulturdenkmale in Drei Gleichen (Gemeinde)
- Cobstädt weist (mind.) zwei Naturdenkmale auf: Die „Lügenlinde“ nördlich der Kirche am „Pfaffenstieg“ und eine mächtige Eiche (Lage)
- „Hennesches Gasthaus“: Eine „Sehenswürdigkeit“ besonderer Art ist das ehemalige Hennesche Gasthaus in Ortsmitte, Ecke Schenk- und Seeberger Straße. In der Ortschronik, die im Pfarramt Seebergen aufbewahrt wird, finden sich Einträge, aus denen hervorgeht, dass die Schänke zwischen 1863 und 1896 11 Mal den Pächter/Besitzer wechselte. Der letztgenannte Besitzer war Otto Henne, der den Gasthof 1896 von Friebel kaufte, der bisher Verwalter einer Arnstädter Mühle war[3]. Hennes männliche Nachkommen besaßen das Anwesen noch nach der Wende. Die Gastwirtschaft, einst blühender Treffpunkt von Jung und Alt, mit hauseigener Brauerei und Bienenzucht und einem „Konsum“, wurde nicht mehr betrieben, das Gebäude verfiel zusehends und wurde im Jahre 2015 an einen privaten Investor versteigert. Eine alte Linde vor dem Gebäude, die durch einen Waidmühlstein gewachsen war, wurde im Herbst 2017 gefällt. Ein neuer Baum wurde im Jahre 2021 etwa an gleicher Stelle gepflanzt.

In genannter Ortschronik finden sich Einträge wie „1881 an einen Katholiken verkauft“, der aber wegen Krankheit schon 1882 die Gaststätte wieder abgeben musste. Oder: „1892: Die Gaststätte von Wirth Wölfer wird ordentlich, sauber und anständig geführt.“ Über den Wirt Friebel wird berichtet:  „auch unter den neuen Wirtsleuten herrscht in der Schenke ein anständiger und gesitteter Ton“.

## Ansässige Unternehmen und Vereine
Der Ort beherbergt zwei Dachdeckerunternehmen, Firmen für Bauelemente, für Vermessung und Abrechnung, einen Gartenbaubetrieb, einen Brotshop sowie einen Verein zur Förderung alternativer Landwirtschaft.
Das organisierte gesellschaftliche Leben des Dorfes wird seit 2017 maßgeblich von der Kirchgemeinde Cobstädt und ehedem von der Freiwilligen Feuerwehr geprägt.

## Persönlichkeiten
- Johann Christoph Sachse (1762–1822), Schriftsteller und Bibliotheksdiener unter Johann Wolfgang von Goethe in der Herzogin Anna Amalia Bibliothek Weimar

## Trivia
Die Cobstädter nennen sich selbst und werden von den Bewohnern der Nachbargemeinden Cobschter Frösche genannt, vielleicht, weil es im Ort im Zusammenfluss der Bäche Rot und Rettbach u. a. in der Gosselswiese („Gänsewiese“) einen Tummelplatz für Frösche und Kröten gab; das Gelände ist heute weitgehend als Weide- und Ackerland trockengelegt.